# 菲利波·加利
菲利波·加利（義大利語：Filippo Galli，1963年5月19日—），意大利男子足球运动员，司职后卫。他曾代表意大利国奥队参加1984年夏季奥林匹克运动会足球比赛，获得第四名。